# Ad litem
Ad litem (ad = „zum, für den“; lis, litis = „Streit, Prozess“) ist eine lateinische Wendung, die im Recht in unterschiedlichen Sachzusammenhängen verwendet wird:
- Ad-litem-Richter, ein etwa aufgrund seiner Sachkenntnis oder Fachkompetenz einem Richterkollegium für einen bestimmten Prozess zugeordneter Richter. Dies ist regelmäßig der Fall beim Internationalen Strafgerichtshof (IStGH) in Den Haag sowie bei den Ad-hoc-Strafgerichtshöfen der UN für Ruanda und das ehemalige Jugoslawien.

- Administrator ad litem (lat. administrator = „Verwalter“), ein Nachlassverwalter zur Fortführung eines Rechtsstreits.

- Guardian ad litem (lat. guardianus = „Wächter, Hüter“), ein – insbesondere im angloamerikanischen Raum – einem Minderjährigen oder Unmündigen für die Dauer eines entsprechenden Prozesses zugeordneter Vormund und Rechtsbeistand. In Deutschland entspricht dieser zum Teil dem Verfahrenspfleger, der in familiengerichtlichen Auseinandersetzungen um das Umgangs- und Sorgerecht von Kindern (gemäß § 158 Gesetz über das Verfahren in Familiensachen und in den Angelegenheiten der freiwilligen Gerichtsbarkeit – FamFG) bzw. in Unterbringungssachen (gemäß § 317 FamFG) bestellt werden kann. In der US-amerikanischen Rechtsprache wird allerdings auf das Verfahren abgestellt, in dem die Bestellung erfolgte. Konsequenterweise wird daher dieses dann auf Englisch mit for the suit übersetzt, was für das (Gerichts-)Verfahren bedeutet. In der modernen Rechtssprache des 21. Jahrhunderts wird in den USA der Begriff gemäß Regel 9.5 guardian und ad litem stets zusammen verwendet oder aber als attorney ad litem bezeichnet.

- Mediator ad litem (lat. mediator = „Mittler“), ein in einem einstweilen ausgesetzten Verfahren tätig werdender Mediator, der die Parteien berät und zu einer einvernehmlichen Lösung führt (vgl. § 165 FamFG).